# 마그달레나쥐
마그달레나쥐(Xenomys nelsoni)는 비단털쥐과에 속하는 설치류의 일종이다. 멕시코 서부의 좁은 지역에서만 발견된다. 마그달레나쥐속(Xenomys)의 유일종이다. 일반명은 표본이 처음 수집된 마을 이름에서 유래했으며, 학명이 종소명은 수집자의 이름에서 유래했다.